# Lee Robbins
Lee Roy Robbins (Greeley, Colorado, 11 de febrero de 1922-Billings, Montana, 8 de abril de 1968) fue un jugador de baloncesto estadounidense que disputó dos temporadas en la BAA. Con 1,91 metros de estatura, jugaba en la posición de alero.

## Trayectoria deportiva

### Universidad
Jugó durante dos temporadas con los Buffaloes de la Universidad de Colorado, alcanzando en ambas el Torneo de la NCAA. Fue el segundo jugador de Colorado en llegar a jugar en la BAA o la NBA, después de que lo hiciera Bob Doll.

### Profesional
En 1947 fichó por los Providence Steamrollers de la BAA, con los que disputó dos temporadas, siendo la más destacada la primera de ellas, en la que promedió 6,3 puntos por partido.

#### Estadísticas en la BAA

##### Temporada regular
| Temporada | Edad | Equipo                  | Liga | P  | TC  | TCA | %TC  | TL  | TLA | %TL  | ASIS | FP  | PTS |
| 1947-48   | 25   | Providence Steamrollers | BAA  | 31 | 2.3 | 8.4 | .277 | 1.6 | 3.0 | .548 | 0.2  | 3.0 | 6.3 |
| 1948-49   | 26   | Providence Steamrollers | BAA  | 16 | 0.6 | 1.6 | .360 | 0.7 | 1.1 | .647 | 0.8  | 1.5 | 1.8 |
| Total     |      |                         | BAA  | 47 | 1.7 | 6.1 | .284 | 1.3 | 2.3 | .564 | 0.4  | 2.5 | 4.8 |